# المدرسة الوطنية للتجارة والتسيير بالدار البيضاء
المدرسة الوطنية للتجارة والتسيير بالدار البيضاء هي مدرسة وطنية مغربية تختص بالمجالات المرتبطة بإدارة الأعمال، وهي جزء من جامعة الحسن الثاني ومدرسة من شبكة المدارس الوطنية للتجارة والتسيير بمدينة الدار البيضاء المغربية.
تقع في عين السبع وهي مقاطعة صناعة وأعمال في العاصمة الاقتصادية للمملكة، وتدرب المؤسسة الطلبة ليتولوا مناصب في مجالات التجارة والإدارة، تدريبا بمهارات المحاسبة والمالية وإدارة الموارد البشرية ومراجعة ومراقبة الأعمال والاستشارة في إدارة المؤسسات.
وهذه المدرسة تقدم للطلاب فرصا لتجارب التبادل مع مؤسسات كبيرة في ألمانية والولايات المتحدة وفرنسا.

## التكوين

### التكوين الأولي

#### الولوج واختبارات القبول
يتقدم الطلاب الذين يرغبون بالانضمام إلى المدرسة بطلباتهم ابتداء من شهر يونيو إلى بداية شهر يوليو من السنة المعنية عبر منصة Tafem.ma، التقديم مفتوح لخريجي البكالوريا المغاربة والأجانب. في حوالي الأسبوع الثالث من شهر يوليو، يتم نشر قائمة الطلاب المختارين، ويتم الاختيار الأولي حسب الجدارة، على أساس المعدل العام للعلامات التي تم الحصول عليها في شهادة البكالوريا في التعليم الثانوي. وتختلف درجات القبول من سنة إلى أخرى، لكن بشكل عام تبلغ الدرجة حوالي 14 لخريجي البكالوريا في قطاع العلوم الاقتصادية، و14.5 لقطاع العلوم الرياضية، و16 لقطاع العلوم التجريبية.
يُطلب من الطلاب الذين تم اختيارهم تقديم تقرير إلى مراكز الامتحانات لإجراء اختبار كتابي يسمى "اختبار أهلية التدريب الإداري" ومن هنا جاء اختصار TAFEM. ويتضمن هذا الاختبار 4 اختبارات فرعية، وهي:
- اختبار الحفظ.
- اختبار لمشاكل الرياضيات.
- اختبار المعرفة العامة.
- اختبار في علم اللغة والدلالة.

تُنشر قائمة الطلاب الذين تم اختيارهم بشكل نهائي وكذلك قائمة الانتظار على المنصة بعد أيام قليلة من امتحان TAFEM. بشكل عام، يتم اختيار 300 طالب.

#### التكوينات ومدة الدراسة
يمتد التدريب على مدى 5 سنوات (10 فصول دراسية). تشكل السنوات الثلاث الأولى من الدراسة جوهرًا مشتركًا يهدف إلى الحصول على التدريب في مختلف التخصصات في التجارة والإدارة. في السنة الرابعة، يمكن للطلاب الاختيار بين مجالي التجارة أو الإدارة. في الفصل الدراسي الثامن، يختار الطلاب أحد الخيارات المدرجة في الجدول أدناه:
| خيارات التجارة               | خيارات الإدارة                     |
| ---------------------------- | ---------------------------------- |
| - التسويق والعمل التجاري     | - التدقيق والرقابة الإدارية (ACG)  |
| - تجارة دولية                | - الإدارة المالية والمحاسبية (GFC) |
| - الإعلان والاتصالات         | - إدارة الموارد البشرية (HRM)      |
| - إدارة علاقات العملاء (MRC) | - الإدارة اللوجستية (ML)           |

#### الجودة الأكاديمية
يشارك معلمو المدرسة بقوة في تعليم الطلاب، ويجب إضافة متحدثين خارجيين ذوي جودة أكاديمية عالية. يستثمر أساتذة المدرسة أيضًا في البحث العلمي، بهدف إنتاج معرفة جديدة لضمان الإثراء الدائم للتدريس بأحدث الاكتشافات في الإدارة.

### التكوين المستمر
تقدم المدرسة أيضًا التعليم المستمر، من أجل إتقان المهارات النظرية والمنهجية اللازمة لشغل منصب المسؤولية. فيما يلي التكوينات المستمرة التي تقدمها المدرسة:
الإجازة المهنية الجامعية
- إدارة الأعمال والإدارة.
- المحاسبة والمالية.
- إدارة اللوجستيات والتجارة الدولية.
- الاستراتيجية الرقمية والإدارة التنظيمية.
- الاتصالات التجارية الرقمية والعلاقات مع العملاء.
- إدارة وحوكمة الشركات الصغيرة والمتوسطة/المؤسسات الصغيرة والمتوسطة.
- تقنيات التسويق والمبيعات.
- الإدارة وإدارة الأعمال.

الماستر المتخصص
- إدارة اللوجستيات والنقل (MLT).
- المحاسبة والرقابة الإدارية والتدقيق (MCCA).
- إدارة الموارد البشرية (HRM).
- الاستراتيجية والهندسة المالية (MSIF).
- الاكتوارية والمالية (MAF).
- استراتيجية التسويق والتجارية (MMSC).
- إدارة المؤسسات الصحية (MMES).
- إدارة السياحة (MMT).
- إدارة المخاطر والمسؤولية الاجتماعية للشركات (MMRRSE).
- الإدارة الإستراتيجية وإدارة الابتكار (MSGI).

## شركاء
فرنسا

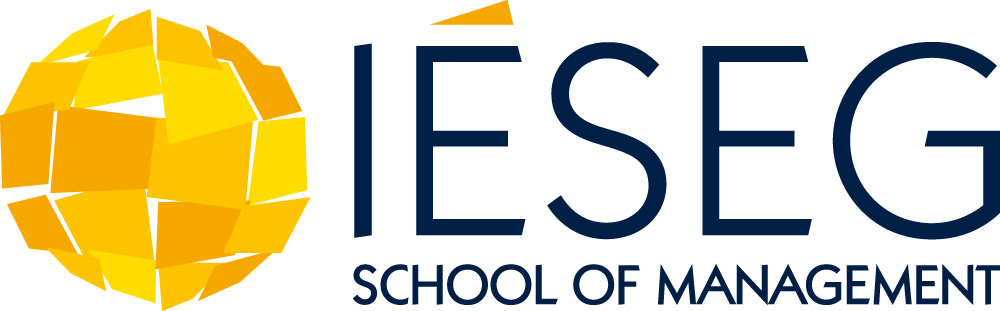
شعار معهد الاقتصاد العلمي والإدارة

- فرنسا معهد الاقتصاد العلمي والإدارة  بمدينة باريس
- فرنسا معهد الاقتصاد العلمي والإدارة بمدينة ليل
- فرنسا معهد الاقتصاد العلمي والإدارة بمدينة نيس
- فرنسا معهد إدارة المقاولات التابع لفرانش كونته

ألمانيا

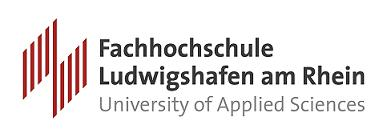
شعار جامعة العلوم المطبقة

- ألمانيا جامعة العلوم المطبقة - Hochschule Ludwigshafen am Rhein